# Like a Hobo
Singles de Charlie Winston
In Your Hands
Clip vidéo
(en) [vidéo] « "Like a Hobo" », sur YouTube
Like a Hobo est une chanson de l'auteur-compositeur-interprète britannique Charlie Winston. Issue de l'album Hobo, elle sort en tant que premier single du musicien en 2009. Le single est classé no 1 en France en avril 2009. Like a Hobo a aussi atteint la 3e place du hit-parade wallon.

## Fiche technique
Cette fiche technique est adaptée du livret de Like a Hobo.

### Musiciens
- Charlie Winston : chant, guitare, sifflement, claviers, beatbox, percussions, claps
- Benjamin « Ben Henry » Edwards : harmonica, percussions
- Daniel Marsala : basse
- Medi : batterie
- Saul Isenberg : percussions
- Jamie Morrison : percussions, batterie

### Équipe technique
- Production par Mark Plati
- Enregistré au Studio Pigalle (Paris) par Mark Plati et Laurent Binder et aux Mi7 Studios (Londres) par Geoff Southall
- Mixé à Alice's Restaurant (New York) par Mark Plati
- Mastering au Sterling Sound (New York) par Greg Calbi

## Classements
| Classement (2009-2010)                  | Meilleure position |
| --------------------------------------- | ------------------ |
| Allemagne (GfK Entertainment)           | 11                 |
| Autriche (Ö3 Austria Top 40)            | 8                  |
| Belgique (Wallonie Ultratop 50 Singles) | 3                  |
| Europe (European Hot 100)               | 8                  |
| France (SNEP)                           | 1                  |
| France (SNEP Téléchargement)            | 3                  |
| Suisse (Schweizer Hitparade)            | 27                 |

| Classement (2009)               | Position |
| ------------------------------- | -------- |
| Allemagne (Media Control AG)    | 65       |
| Belgique (Wallonie Ultratop 40) | 4        |
| Europe (European Hot 100)       | 20       |
| France (SNEP)                   | 10       |
| Suisse (Schweizer Hitparade)    | 63       |

| Classement (2010)            | Position |
| ---------------------------- | -------- |
| Autriche (Ö3 Austria Top 40) | 74       |